# 佳音站
佳音站（法語：Bonne Nouvelle）是巴黎地鐵的一個車站。佳音站是巴黎地鐵8號線和巴黎地鐵9號線的交匯車站，開通於1931年5月5日。佳音站這一站名來自於附近的聖母領報教堂。

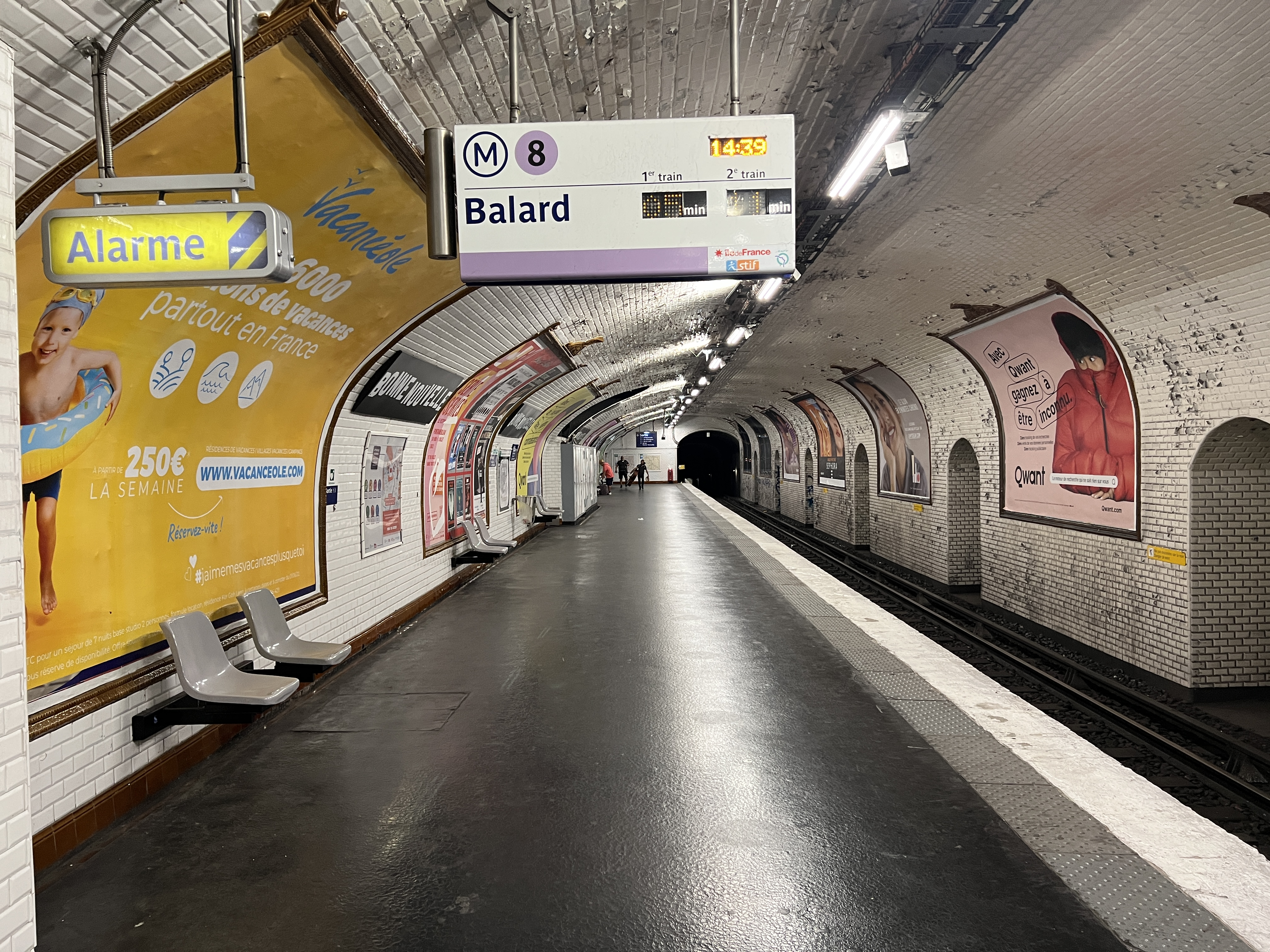
8號線月台（2022年7月）

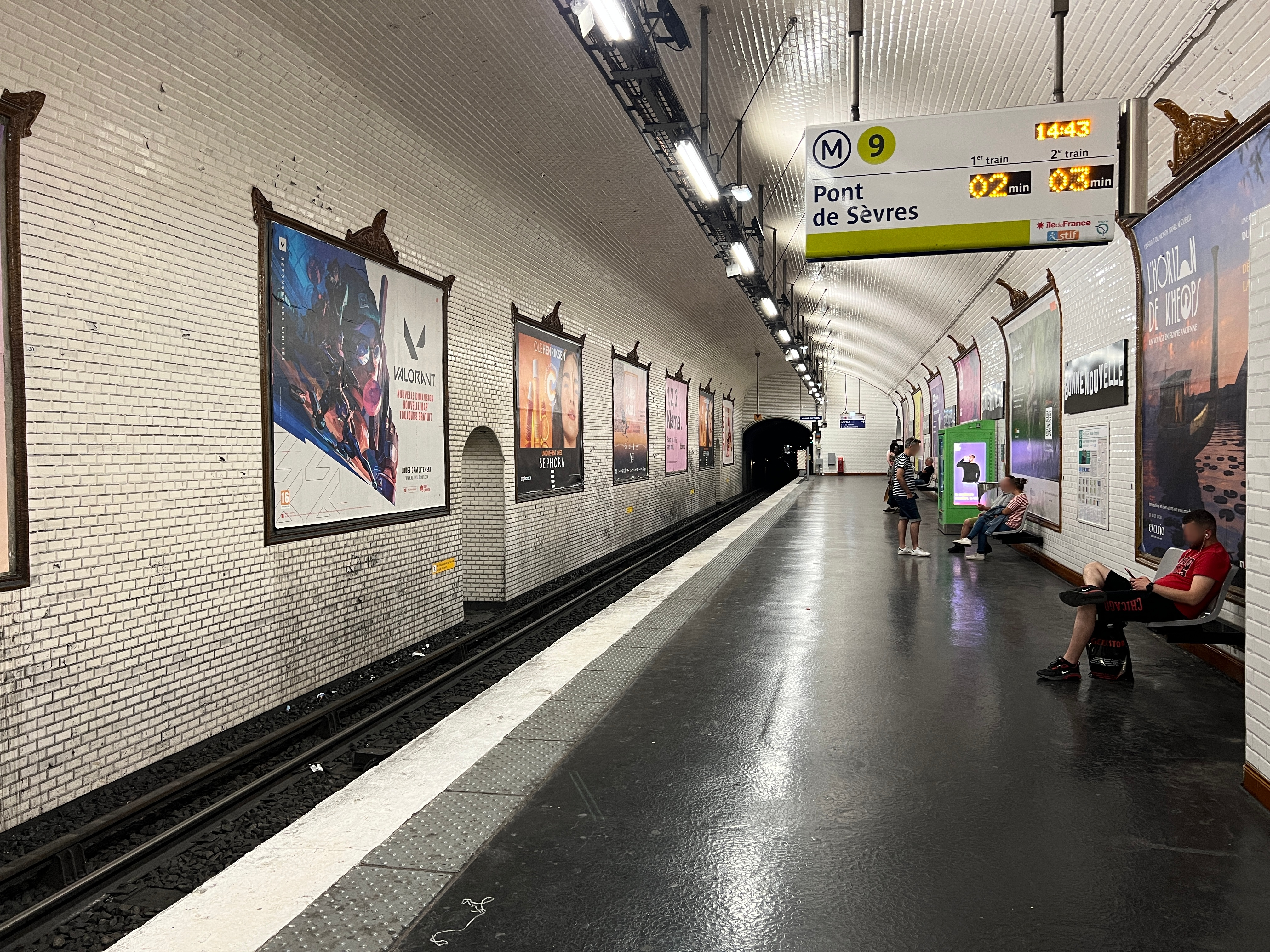
9號線月台（2022年7月）

## 車站結構
| G  | 街道               | 出入口                                |
| B1 | 側式月台，右側開門 | 側式月台，右側開門                    |
| B1 | 8號線西行          | 往巴拉尔（大道）                      |
| B1 | 牆壁               |                                       |
| B1 | 側式月台，右側開門 |                                       |
| B1 | 9號線西行          | 往塞夫爾橋（大道）                    |
| B1 | 9號線東行          | 往蒙特勒伊市政厅（斯特拉斯堡-聖但尼） |
| B1 | 側式月台，右側開門 |                                       |
| B1 | 牆壁               |                                       |
| B1 | 8號線東行          | 往湖之角（斯特拉斯堡-聖德尼）         |
| B1 | 側式月台，右側開門 |                                       |